# Pawtucket
Pawtucket es una ciudad ubicada en el condado de Providence en el estado estadounidense de Rhode Island. En el año 2008 tenía una población de 71,765 habitantes y una densidad poblacional de 3,258 personas por km².

## Geografía
Su localización está en 41°52′32″N 71°22′34″O / 41.87556, -71.37611.
Según la Oficina del Censo de los Estados Unidos, la ciudad tiene un área de 9 mi² (23,3 km²), de los cuales, 8,7 mi² (22,6 km²) es terreno y 0,3 mi² (0,7 km²) es agua, con un porcentaje de 2,89%. Pawtucket yace dentro de tres cuencas de drenaje. La cuenca incluyen los ríos Blackstone, Seekonk y Ten Mile River.

## Deporte
| Equipo            | Deporte | Competición | Estadio       | Capacidad |
| Pawtucket Red Sox | Béisbol | IL          | McCoy Stadium | 10.031    |

## Demografía
| Año  | Población |
| ---- | --------- |
| 1950 | 81436     |
| 1960 | 81001     |
| 1970 | 76984     |
| 1980 | 71204     |
| 1990 | 72644     |
| 2000 | 72958     |

De acuerdo con el censo del 2000, había 72.958 habitantes, 30.047 hogares y 18.508 familias residentes. Pawtucket es el cuarto municipio más poblado de Rhode Island. La densidad de población fue de 8.351,2 habitantes por mi² (3.223 km²).
Según la Oficina del Censo en 2000 los ingresos medios por hogar en la localidad eran de $31,775, y los ingresos medios por familia eran $39,038. Los hombres tenían unos ingresos medios de $31,129 frente a los $23,391 para las mujeres. La renta per cápita para la localidad era de $17,008. Alrededor del 16.8% de la población estaban por debajo del umbral de pobreza.

## Iglesia católica de San Juan Bautista
Construida por el arquitecto canadiense Ernest Cormier, fue decorada por paneles del pintor George Desvallières, enviados desde Francia. En 1926 mandó una Ascensión y un O Salutaris Hostia, y, en 1928, una Anunciación.

## Ciudades hermanadas
- Belper, Inglaterra
- Arjona, Colombia